# اصل کمترین تلاش
اصل کمترین تلاش (به انگلیسی: Principle of least effort) توضیح می دهد که یک عمل همواره به طریقی که کمترین کوشش یا کار را بطلبد انجام می‌شود. این امر در حیوانات و انسان‌ها و حتی ماشین‌هایی که به‌خوبی طراحی شده‌اند دیده می‌شود. 